# 德里克·米尔斯
德里克·米尔斯（英語：Derek Mills，1972年7月9日—），美国男子田径运动员，主攻短跑。他曾代表美国参加1996年夏季奥林匹克运动会田径比赛，获得男子4×400米接力金牌。